# Gotlandspunktlav
Gotlandspunktlav (Acrocordia salweyi) är en lavart som först beskrevs av William Allport Leighton och William Nylander och fick sitt nu gällande namn av A.L.Smith. 
Gotlandspunktlav ingår i släktet Acrocordia, och familjen Monoblastiaceae. Arten är reproducerande i Sverige.